# Веллстон (Міссурі)
Веллстон (англ. Wellston) — місто (англ. city) в США, в окрузі Сент-Луїс штату Міссурі. Населення — 1537 осіб (2020).

## Географія
Веллстон розташований за координатами 38°40′30″ пн. ш. 90°17′39″ зх. д. / 38.67500° пн. ш. 90.29417° зх. д. (38.675002, -90.294061).  За даними Бюро перепису населення США в 2010 році місто мало площу 2,41 км², уся площа — суходіл.

## Демографія
Згідно з переписом 2010 року, у місті мешкало 2313 осіб у 785 домогосподарствах у складі 540 родин. Густота населення становила 958 осіб/км².  Було 999 помешкань (414/км²).
Расовий склад населення:
| - 95,4 % — чорних або афроамериканців - 2,4 % — білих - 0,2 % — азіатів - 0,1 % — корінних американців |

До двох чи більше рас належало 1,7 %. Частка іспаномовних становила 0,4 % від усіх жителів.
За віковим діапазоном населення розподілялося таким чином: 37,0 % — особи молодші 18 років, 54,6 % — особи у віці 18—64 років, 8,4 % — особи у віці 65 років та старші. Медіана віку мешканця становила 26,2 року. На 100 осіб жіночої статі у місті припадало 81,6 чоловіків;  на 100 жінок у віці від 18 років та старших — 71,1 чоловіків також старших 18 років.
Середній дохід на одне домашнє господарство  становив 22 715 доларів США (медіана — 16 792), а середній дохід на одну сім'ю — 24 245 доларів (медіана — 18 631). За межею бідності перебувало 55,3 % осіб, у тому числі 70,2 % дітей у віці до 18 років та 31,8 % осіб у віці 65 років та старших.
Цивільне працевлаштоване населення становило 450 осіб. Основні галузі зайнятості: освіта, охорона здоров'я та соціальна допомога — 34,2 %, науковці, спеціалісти, менеджери — 14,4 %, роздрібна торгівля — 12,4 %.